# Rancid (альбом, 1993)
Rancid — дебютный студийный альбом панк-группы Rancid. Был выпущен 10 мая 1993 года на лейбле Epitaph Records.

## Об альбоме
Альбом содержит благодарность Билли Джо Армстронгу и его группе Green Day. Билли Джо соавтор песни «Radio». Также альбом благодарит группы The Offspring и NOFX, которые так же записывались на лейбле Epitaph Records, и внесли неоценимую помощь в создание альбома.

## Песни
По песне «Hyena» был снят клип. «Union Blood», 15-я песня, скрытый трек, не была представлена на обложке.
«Get Out of My Way», последняя песня альбома, кавер на песню группы The Uptones.

## Список композиций
1. «Adina» — 1:40
2. «Hyena» — 2:55
3. «Detroit» — 2:24
4. «Rats in the Hallway» — 2:22
5. «Another Night» — 1:53
6. «Animosity» — 2:25
7. «Outta My Mind» (Tim Armstrong, Eric Dinn, Matt Freeman) — 2:23
8. «Whirlwind» — 2:15
9. «Rejected» — 2:12
10. «Injury» — 2:06
11. «The Bottle» — 2:05
12. «Trenches» — 2:04
13. «Holiday Sunrise» — 1:46
14. «Unwritten Rules» — 1:42
15. «Union Blood» — 2:04
16. «Get Out of My Way» (Eric Dinn, Eric Raider) — 1:59

## Участники записи
- Тим Армстронг — вокал, гитара
- Мет Фримен — бас-гитара
- Бретт Рид — барабан